# Message in a Bottle (filme)
Message in a Bottle, As palavras que nunca te direi (em Portugal) ou Uma carta de amor (no Brasil) é um filme de drama romântico realizado em 1999 por Luis Mandoki. Foi baseado no romance homónimo As Palavras que Nunca te Direi de Nicholas Sparks. Teve como protagonistas Kevin Costner, no papel de Garret Blake, Robin Wright Penn, no papel de Theresa Osborne e  Paul Newman, no papel de pai de Garret. Foi filmado no Maine, Chicago e Wilmington, Carolina do Norte nos Estados Unidos da América.
One More Time é uma das músicas que compõem a trilha sonora do filme, interpretada pela cantora italiana Laura Pausini.

## Enredo
O filme tem como pano de fundo a descoberta por parte de uma jornalista divorciada (Theresa Osborne)  de uma garrafas que têm no seu conteúdo cartas assinadas por um indivíduo chamado  G destinadas a uma Catherine. Intrigada a referida jornalista decide partir na busca desse indivíduo que ela desconhece, mas que deseja conhecer pessoalmente. Depois de o conhecer, apaixona-se por ele. Contudo, descobre que ele era viúvo (as cartas destinavam-se à ex-mulher) e  que se encontra permanentemente a lembrar da sua ex-mulher. Ela sente-se desiludida e parte para Chicago. Garret fica com saudade e decide partir num veleiro para encontrar sua amada.

## Elenco
- Kevin Costner - Garret Blake
- Robin Wright Penn - Theresa Osborne
- Paul Newman - Dodge Blake
- Susan Brightbill - Catherine Land Blake
- John Savage - Johnny Land
- Illeana Douglas - Lina Paul
- Robbie Coltrane - Charlie Toschi
- Jesse James - Jason Osborne
- Bethel Leslie - Marta Land
- Tom Aldredge - Hank Land
- Hayden Panettiere - menina em um barco afundando
- SY Irian, SY Arapaho - Concordia yawls

## Recepção

### Resposta da crítica
O filme recebeu críticas mistas a negativas dos críticos. Rotten Tomatoes deu ao filme uma pontuação de 32% com base em 38 comentários. Desempenho de Costner no filme, bem como For Love of the Game lhe rendeu uma indicação ao Prêmio Framboesa de Ouro de Pior Ator.

### Bilheteria
Message in a Bottle abriu em #1 no fim de semana do Dia dos Namorados de 1999, com um valor estimado $16.7 milhões. O filme arrecadou $52.8 milhões no mercado interno, com um adicional $66 milhões no exterior para um total de $118.8 milhões mundialmente.

## Música
Grupo de música irlandesa Clannad escreveu a canção "What Will I Do" para o filme. Cantor Richard Marx também compôs a música "One More Time", cantada por Laura Pausini.